# 栖吉村
栖吉村（すよしむら）は、かつて新潟県古志郡にあった村。

## 沿革
- 1889年（明治22年）4月1日 - 町村制施行に伴い古志郡栖吉村が村制施行し、栖吉村が発足。
- 1901年（明治34年）11月1日 - 古志郡中貫村と合併して、栖吉村を新設。
- 1950年（昭和25年）12月1日 - 長岡市に編入され消滅。